# Catherine Bessonart
Pour les articles homonymes, voir Bessonart.
Catherine Bessonart, née à Béziers, est une femme de lettres française, autrice de romans policiers.

## Œuvre

### Romans

#### SérieChrétien Bompard
- Et si Notre-Dame la nuit..., Éditions de l'Aube, coll. « L'Aube noire » (2013)  (ISBN 978-2-8159-0725-5), réédition Éditions de l'Aube, coll. « L'Aube noire poche » (2014)  (ISBN 978-2-8159-0928-0)
- La Palette de l'ange, Éditions de l'Aube, coll. « L'Aube noire » (2014)  (ISBN 978-2-8159-0924-2), réédition Éditions de l'Aube, coll. « L'Aube noire poche » (2015)  (ISBN 978-2-8159-1137-5)
- Une valse pour rien, Éditions de l'Aube, coll. « L'Aube noire » (2015)  (ISBN 978-2-8159-1108-5)

### Autres ouvrages en collaboration avec Louis Simon
- À hurler de rire !, France Loisirs (1989)  (ISBN 2-7242-4381-1)
- Le Dico des blagues, Éditions Hors collection (2001)  (ISBN 2-258-05631-4)

### Scénario
- 1998 : Heureusement qu’on s’aime téléfilm français de David Delrieux avec Bernadette Lafont et Andréa Ferréol[1]

## Récompenses et distinctions

### Prix
- Prix Polar 2013 du meilleur roman francophone pour Et si Notre-Dame la nuit...[2]
- Prix Anguille sous Roche du Festival 2013 pour Et si Notre-Dame la nuit...[3]
- Prix Polar de la librairie Les Arcades de Tournus  pour Et si Notre-Dame la nuit...[4]
- Prix L'Olive Noire de Festival Polar à Nyons pour Et si Notre-Dame la nuit...[5]